# Sarcelle d'hiver
Vous lisez un « bon article » labellisé en 2008.
Anas crecca
Espèce
Statut de conservation UICN

 LC  : Préoccupation mineure

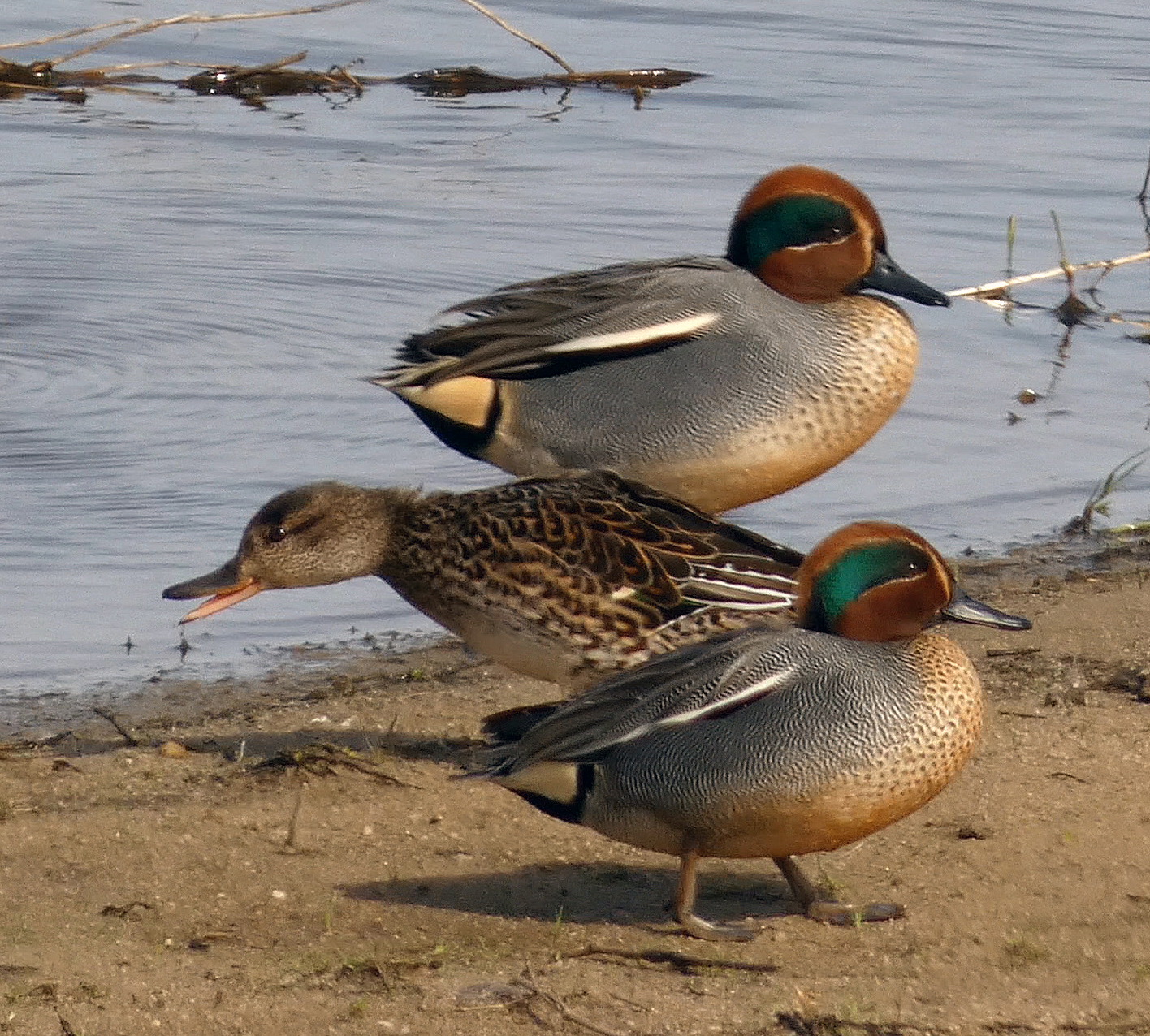
Rivalité entre mâles pour une femelle. Etang de la Brenne (France) au printemps.

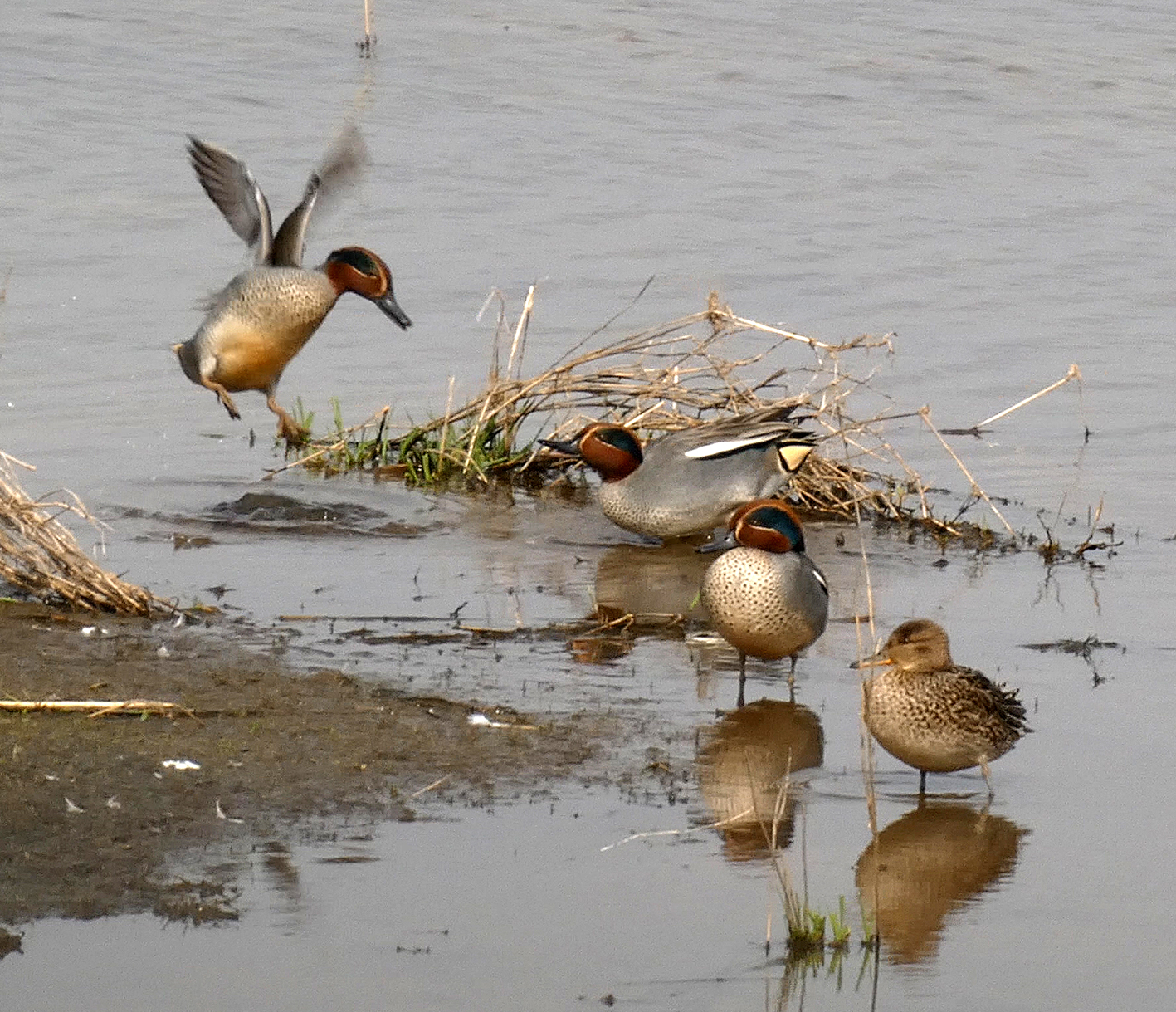
Etang de la Brenne (France) au printemps.

La Sarcelle d'hiver (Anas crecca) est la plus petite espèce de canards de surface. Elle se rencontre en Europe, Amérique du Nord et aussi en Asie. Dans ces régions, elle vit dans les zones tempérées à septentrionales. C'est un migrateur partiel, elle est chassée en grand nombre en Europe et en Amérique du Nord. La population nord-américaine est considérée par certains ornithologues comme une espèce à part, la Sarcelle à ailes vertes, et par d'autres comme une sous-espèce.

## Morphologie

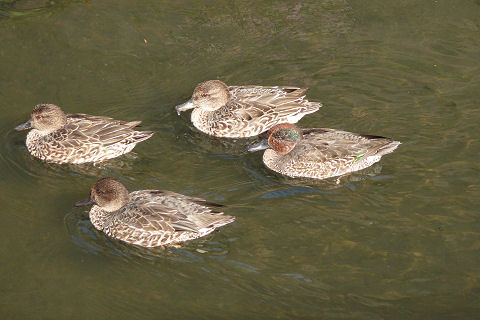
Sarcelles d'hiver en plumage d'éclipse avec un mâle en mue.

### Aspect général et mensurations
Cette sarcelle est le plus petit canard de surface européen et américain ; son poids d'adulte varie en effet de 250 à plus de 400 grammes. Mâles et femelles sont de petite taille, de 35 cm de longueur (31 à 43 cm), avec une envergure de 53 à 59 cm,.
La présence d'un miroir vert (côté interne) et noir (côté externe) sur l'aile, encadré par des bandes blanches (devenant jaunâtres vers l'intérieur), est un trait caractéristique de cette espèce. Le ventre est blanc. Le dessous de l'aile présente un centre clair, bien visible en vol. Le bec, au bout arrondi, est assez étroit. Les pattes grisâtres sont palmées et adaptées à la vie aquatique. L'iris, de couleur marron, a un diamètre de 8 millimètres.

### Aspect du mâle

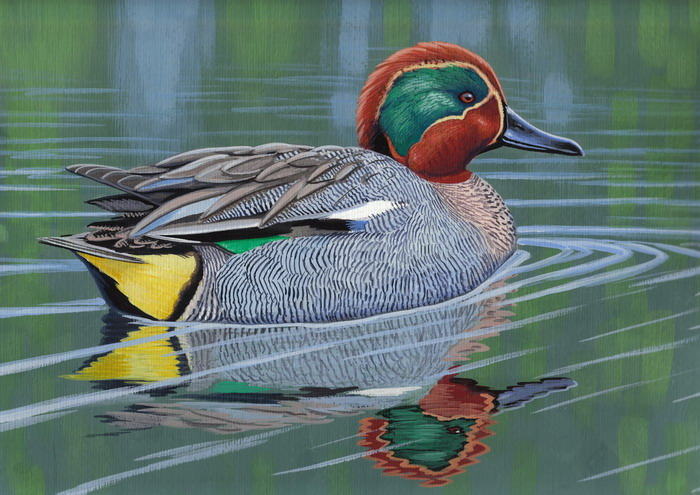
Peinture d'une sarcelle européenne mâle, avec ses couleurs caractéristiques.

Cette espèce présente un net dimorphisme sexuel durant la période de reproduction. Le plumage nuptial apparaît graduellement chez le mâle à partir du mois d’octobre et il est conservé entre l'hiver (parades nuptiales) et l'été (séparation des couples de l'année). Les jeunes mâles acquièrent le plumage nuptial dès leur premier hiver. Le plumage du mâle se distingue alors par une tête très colorée, brun rouge, presque rousse, et barrée d'une bande verte iridescente finement soulignée de crème, qui rend impossible une erreur d'identification. Le mâle des populations américaines présente une barre blanche verticale sur l'épaule, alors que celui des populations européennes présente une barre blanche horizontale sur le bord de l'aile. Un autre signe distinctif visible à grande distance est la présence d'une tache triangulaire jaunâtre au niveau du croupion, encadrée de noir, visible en toutes circonstances. Le corps est gris, finement strié de gris foncé plus larges sur le dos et les ailes. La poitrine est souvent d'une couleur différente, plus claire et roussâtre, pointillée de taches sombres. Le bec est gris-noir.
Le reste de l’année, le mâle est aussi terne que la femelle : on parle de plumage éclipse.

### Aspect de la femelle
La femelle, d'un marron pommelé assez terne, ressemble à la femelle de Sarcelle d'été, espèce un peu plus grande qui, elle, hiverne en Afrique. Elle porte sur le bord de la queue une courte ligne blanche. Le bec est gris foncé et le dessus de la tête est parfois plus sombre. L'œil est souvent barré d'une ligne sombre alors que deux bandes beige jaunâtre soulignent l'œil de la femelle de Sarcelle d'été.

### Aspect des juvéniles
Les juvéniles ressemblent à la femelle adulte. Les canetons en duvet ressemblent aux canetons du canard colvert, bien qu'ils soient plus petits que ces derniers. Le dessous est jaune, et le dessus brun-noir, avec quelques taches jaunes. La grande tache du côté de la tête est, comme chez le caneton colvert, barrée d'une fine ligne sombre arquée allant du bec à la nuque ; mais contrairement au caneton colvert, il présente en plus un cercle sombre en forme de lunettes autour de l'œil, ainsi qu'une bande sombre allant de la commissure du bec à l'arrière de la joue, juste en dessous de la fine strie barrant l'œil.

## Comportement

### Locomotion et comportement social

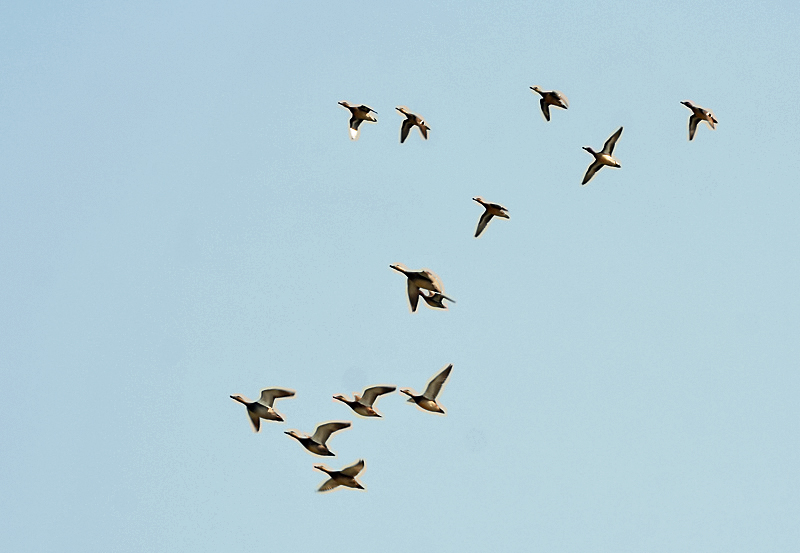
Groupe de Sarcelles d'hiver en vol.

Les Sarcelles d'hiver ne plongent pas entièrement pour se nourrir, mais elles peuvent le faire pour se protéger d'un prédateur.
Maladroites sur terre, elles ont un vol agile et rapide, mené avec beaucoup d'énergie. Elles sont capables de décoller très rapidement, et d'effectuer de brusques changements de direction et des pirouettes. Toutes ces évolutions sont possibles grâce à une musculature puissante, et elles permettent à ces oiseaux d'échapper aux prédateurs aériens. C'est aussi le seul canard capable de se gratter en vol. La petite taille de cet oiseau, la rapidité et l'agilité du vol, ainsi que la façon de piquer vers le sol pour atterrir, font que le vol de la Sarcelle d'hiver ressemble à celui d'un limicole.
Assez grégaire et ne présentant pas de comportement territorial, la sarcelle d'hiver a tendance à se réunir et à voler en petits groupes. Lors de la migration, cet oiseau vole en nuée pouvant aller jusqu'à un millier d'oiseaux ; il existe une grande coordination entre les membres de la nuée.

### Alimentation

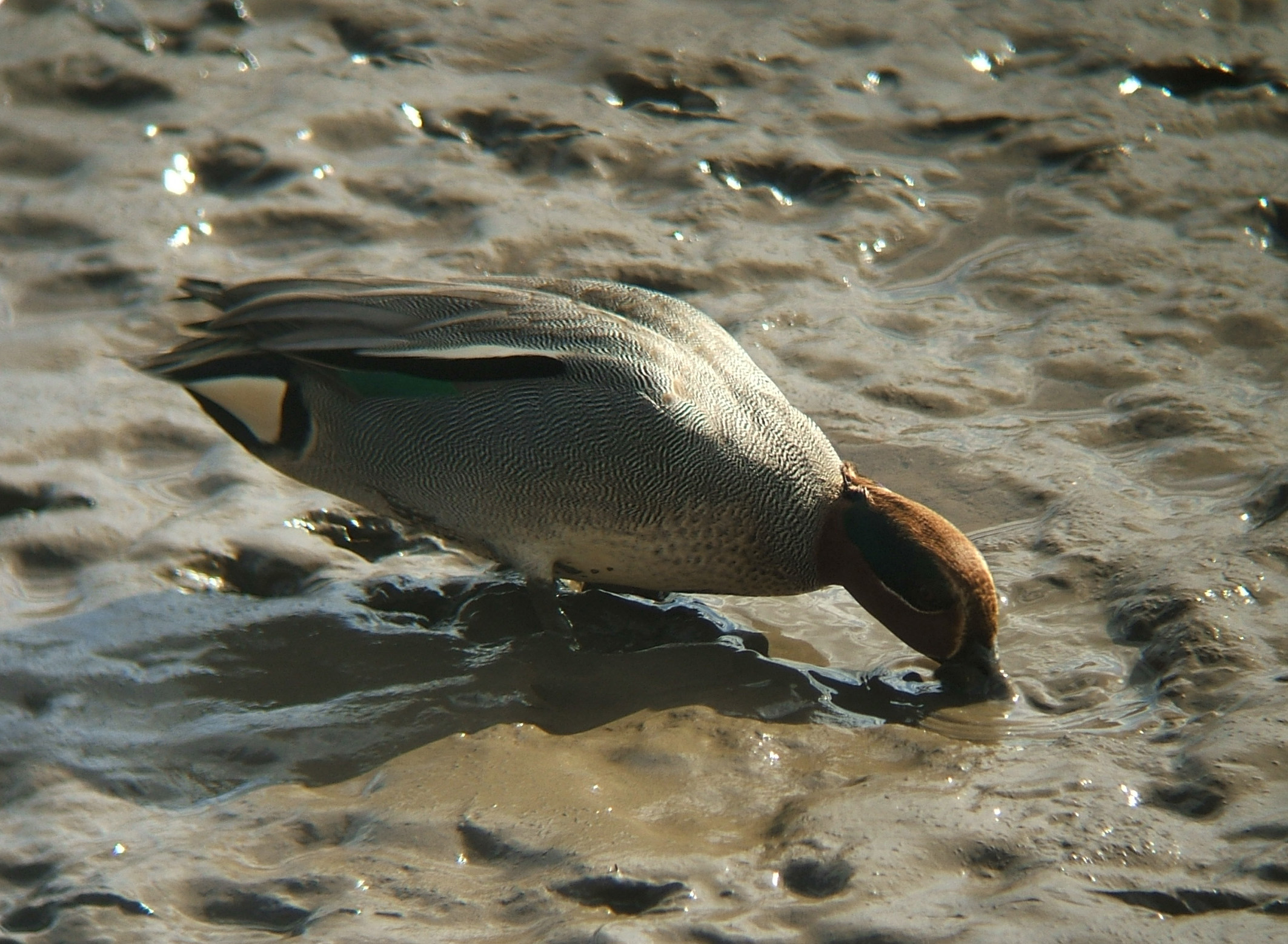
Alimentation d'un mâle au Royaume-Uni.

Les Sarcelles d'hiver consomment des graines de plantes de zones humides ou de prés salés (graines de scirpes, joncs, soudes, Eleocharis, Carex, riz cultivé), des algues ou herbes aquatiques (Chara par exemple), mais aussi de petits invertébrés aquatiques (crustacés, mollusques) et des larves d'insectes, voire des œufs de poisson. Leur régime alimentaire est plus riche en aliments d'origine animale en été qu'en hiver,. Ces sarcelles ont besoin, en moyenne, d'environ 25 grammes (poids sec) de nourriture par jour.
Elles trouvent leur nourriture sur les zones humides ou faiblement inondées, saumâtres ou douces. Elles s'alimentent souvent dans les eaux présentant moins de 15 cm de fond. Elles filtrent l'eau ou la vase grâce à leur bec, garni de lamelles permettant de retenir les petits organismes et graines dont elles se nourrissent, ou arrachent les herbes tendres. Le bec est capable de filtrer des particules d'une taille inférieure à 0,5 mm, même si les proies de quelques millimètres sont préférées. En période hivernale, les Sarcelles d'hiver se rassemblent le jour sur les plans d'eau et se dispersent la nuit pour se nourrir, parcourant alors jusqu'à trente kilomètres. Bien que se nourrissant plutôt la nuit ou au crépuscule, la Sarcelle d'hiver observe, dans les zones où les effets des marées se font sentir, un rythme circadien basé sur ces dernières : elle se reposera à marée haute et se nourrira à marée basse.
Selon Guillemain et al. (2010) le poids moyen de la Sarcelle d’hiver (comme celui du canard colvert) a augmenté de 12 % en 30 ans (de 1960 à 2000) sans changement de taille, ce qui pourrait en partie être expliqué par le réchauffement climatique.

### Communication
Cette sarcelle est assez silencieuse, mais les mâles produisent de petits « crrit » aigus mais discrets que les chasseurs apprennent à reproduire. Lors de la saison de nidification, les mâles ont tendance à devenir nettement plus bruyants. Les sifflements sonores font en effet partie de leur parade nuptiale.
Beaucoup de langues (dont de nombreuses langues germaniques comme l'allemand Krickente, le suédois Kricka) ont formé le nom de cette espèce directement à partir de cette vocalise. Le terme sarcelle, lui aussi, indirectement via une racine latine, dérive d'une onomatopée. On dit que la sarcelle truffle.
Les femelles émettent aussi un rugueux « cuac » d'alarme, ou de rapides et aigus « kekeke ».

### Reproduction

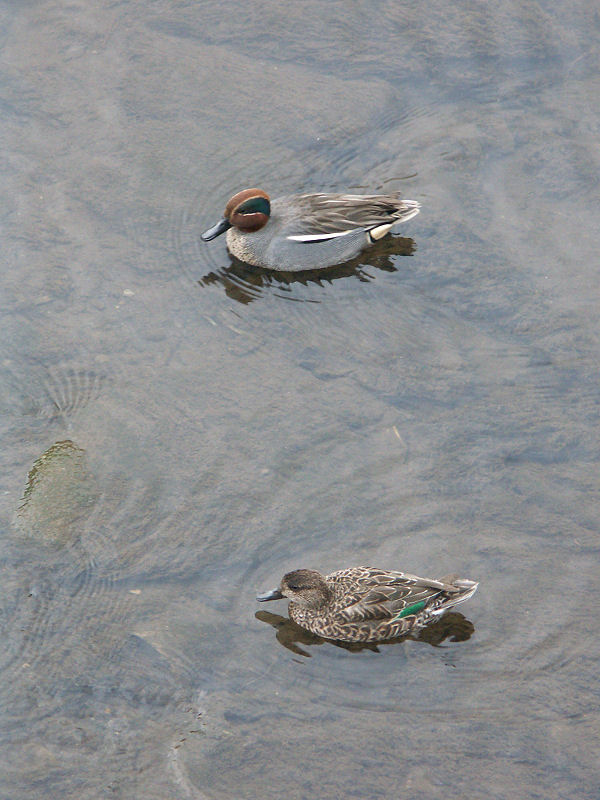
Mâle et femelle de la sous-espèce européenne en plumage nuptial.

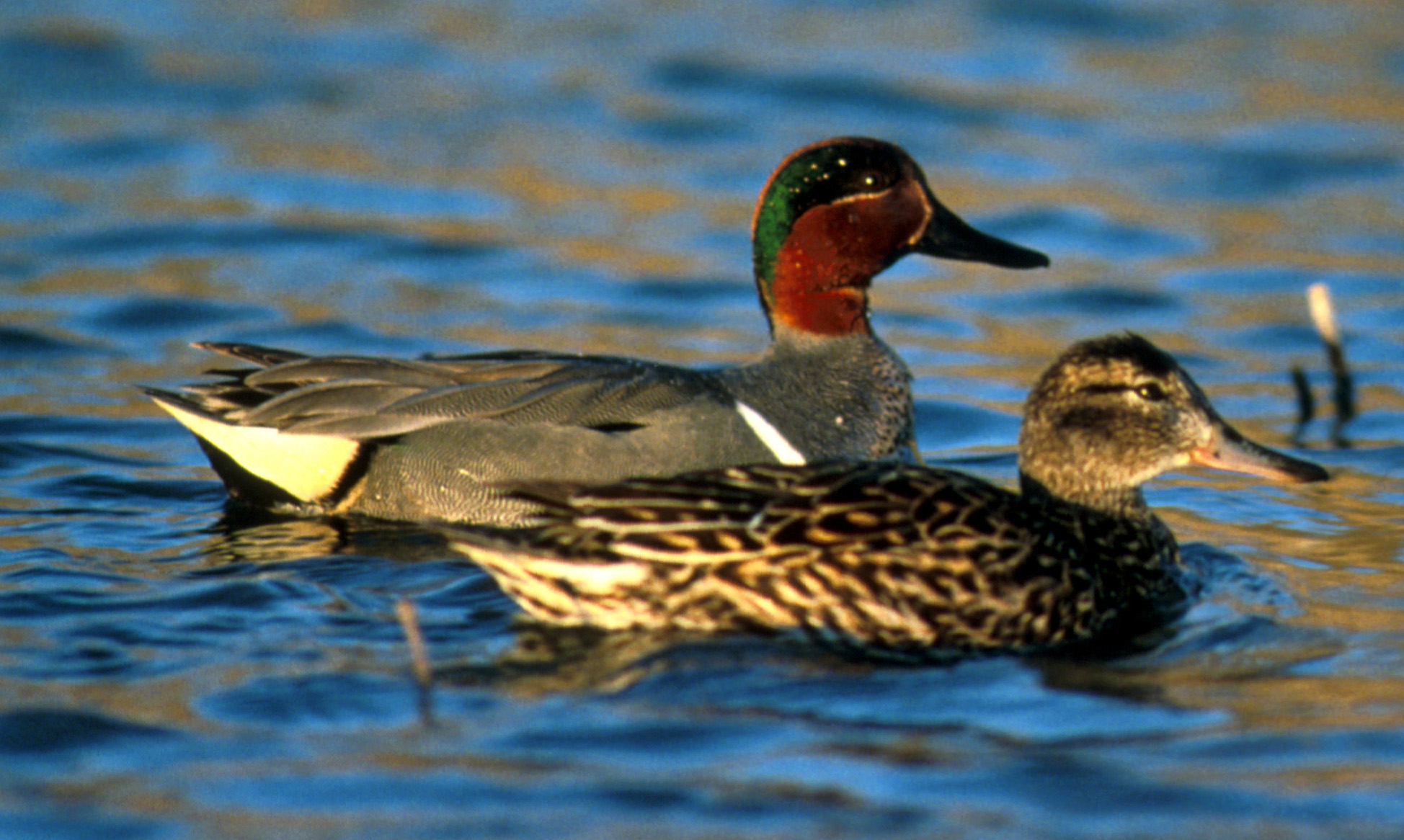
Mâle et femelle de la sous-espèce américaine en plumage nuptial.

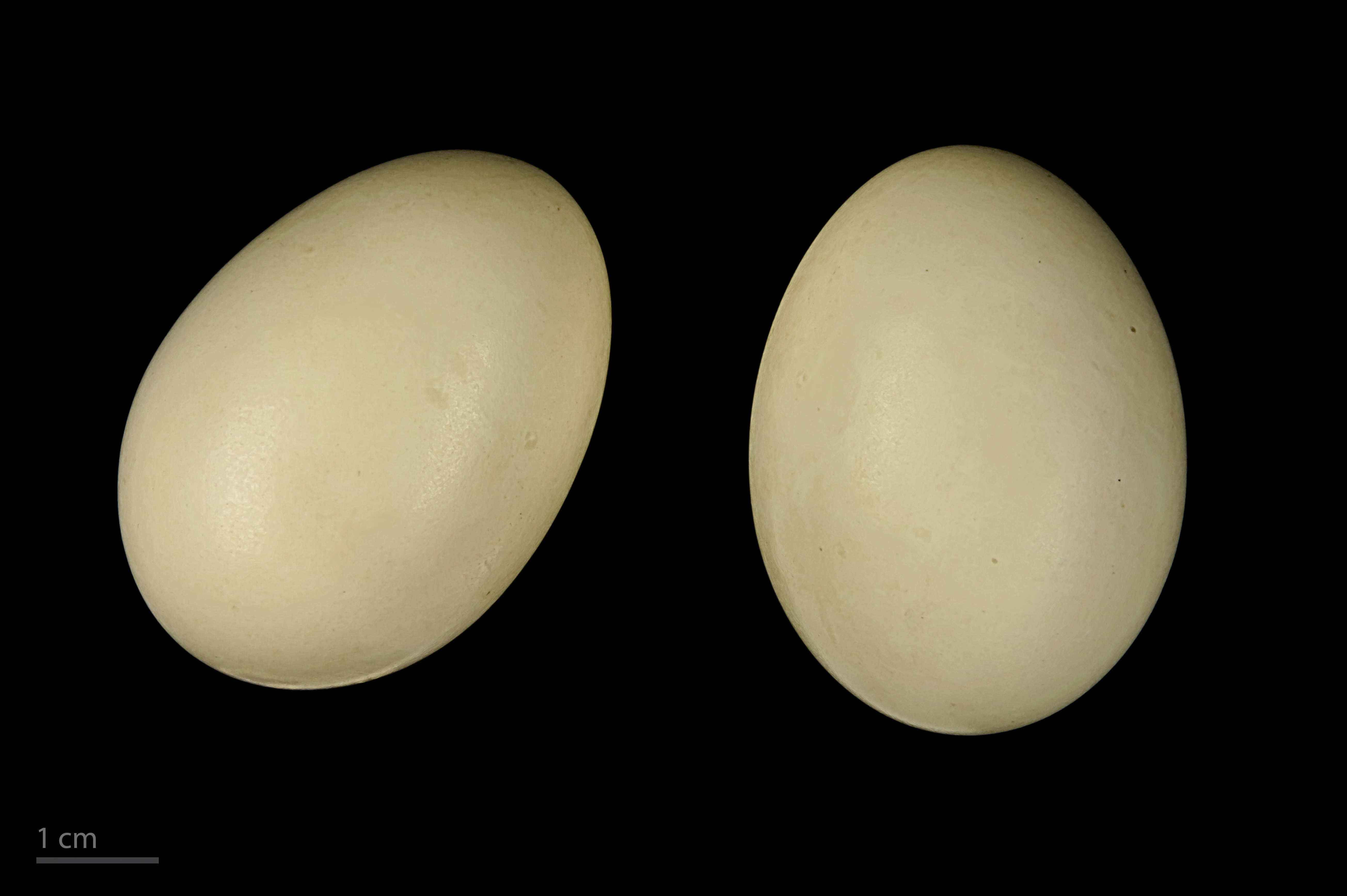
Anas crecca - Muséum d'histoire naturelle de Toulouse (MHNT).

La parade nuptiale, spectaculaire, est assez semblable à celle du canard colvert. Le mâle plonge le bout du bec sous l'eau, puis siffle, se cambre, rejette la tête en arrière, élève les ailes et soulève sa queue. Cette parade peut débuter dès novembre ou au cours de l'hiver ; elle dure plusieurs jours et peut mettre en concurrence plusieurs mâles pour une femelle. Elle se déroule sur l'eau, où les mâles effectuent des séries de plongeons. Si le mâle s'approche trop, la femelle non consentante peut le poursuivre hostilement. La femelle finit par choisir un mâle et l'accouplement suit immédiatement. Le couple sera monogame sur l'année, mais les mâles appariés pourront tenter de s'accoupler avec d'autres femelles, souvent de force, alors que les mâles célibataires ne présenteront pas ce genre de comportement. La femelle et le mâle choisi partiront au printemps vers le site de nidification où la femelle avait pondu l'année précédente, et qui est généralement le lieu de naissance de cette dernière,.
La saison de ponte se déroule de mai en Europe centrale à juillet en Russie. Les populations les plus importantes se trouvent essentiellement en Russie, en Scandinavie et au Canada. La femelle construit un nid bien dissimulé dans une végétation dense, souvent sous des fougères ou des ajoncs ou parmi d'épaisses formations de Carex, joncs ou roseaux, parfois assez loin de l'eau. Le nid est garni de duvet que la femelle s'arrache de la poitrine, de feuilles, d'herbes, de brindilles et de fougères. La femelle y pond de 8 à 11 œufs de 41 à 50 × 30 à 35,5 mm, crème ou gris, teintés de vert ou de roussâtre, qui sont couvés par elle durant 21 à 23 jours. La femelle passera les 3⁄4 de son temps à cette activité et si elle est dérangée, elle ne quittera le nid qu'au dernier moment. Le mâle l'abandonne pour muer au plus tard dès que naissent les canetons, mais son départ peut survenir dès la ponte. Les sarcelles ne font en général qu’une seule ponte par an, mais en cas de disparition totale, une ponte de remplacement peut se produire. Les oisillons, qui pèsent 15 g à la naissance, sont nidifuges mais sont plus sensibles au froid que les petits des autres Anatidés ; aussi la mère continue-t-elle à les couver. Elle sait également les protéger des prédateurs en attirant leur attention sur elle.
Les canetons commencent à voler après 25 à 30 jours. Ils atteindront la maturité sexuelle vers 180 jours.
La longévité de ces sarcelles est de 10 à 15 ans en moyenne, mais peut atteindre plus de 21 ans (le record actuel de longévité en Europe pour cette espèce a été déterminé grâce à la bague portée par un individu abattu à l'âge de 21 ans et 3 mois). L'espérance de vie d'une Sarcelle d'hiver en Camargue, calculée à partir des populations baguées, serait selon l'Office national de la chasse et de la faune sauvage (ONCFS) de 1,4 an.
Le taux de reproduction varie du simple au double selon les endroits, ainsi une femelle produit 3,7 jeunes volants en Islande contre 1,4 en Grande-Bretagne.

## Systématique
Le premier spécimen de cette espèce décrit dans la littérature scientifique l'a été par Carl von Linné dans son Systema naturae en 1758, sous le nom d'Anas crecca.

### Sous-espèces
D'après Alan P. Peterson, cette espèce est constituée des sous-espèces suivantes :
- Anas crecca crecca  Linnaeus 1758 ;
- Anas crecca nimia  Friedmann 1948.

Cette dernière n'est pas considérée comme une sous-espèce mais comme une variation clinale, donc traitée comme monotypique (Sangster et al. 2001 ; Carboneras et al. 2017).
Traditionnellement, les ornithologues considèrent trois populations, identifiées à trois sous-espèces, très semblables d'aspect. Leur seule différence externe observable se trouve dans deux bandes blanches sur les flancs de Anas crecca carolinensis (aussi appelée Sarcelle à ailes vertes). Aujourd'hui, cette sous-espèce est considérée comme une espèce à part entière par le Congrès ornithologique international (2010) et l'American Ornithological Society, mais pas par Clements (2009) ni Howard & Moore (2009).
Les ornithologues américains fondent leurs analyses sur un point de vue qui rassemble des données comportementales, morphologiques, et moléculaires.
Les analyses génétiques montrent que Anas crecca carolinensis est plus proche de la Sarcelle à bec jaune que de la Sarcelle d'hiver européenne. Comme la radiation évolutive des canards du genre Anas est très récente, et qu'ils s'hybrident facilement les uns avec les autres, deux hypothèses sont plausibles. La Sarcelle à bec jaune pourrait avoir évolué à partir de la Sarcelle d'hiver américaine en perdant tout dimorphisme sexuel, ou la Sarcelle d'hiver européenne se serait hybridée avec la Sarcelle à bec jaune, tout en favorisant son dimorphisme sexuel, composé de caractères très présents chez les canards de surface.

## Répartition et habitat

### Habitat
La Sarcelle d'hiver se trouve principalement sur les vasières, marécages, lagunes, estuaires et autres étendues d'eau douce ou saumâtre à faible courant. Elle a une préférence pour les plans d'eau présentant beaucoup de végétation et un fond vaseux, pouvant ainsi pourvoir à son alimentation.
Lors de la saison de nidification, on la rencontrera sur des lacs, mares ou marais à l'intérieur des terres à végétation riparienne bien développée et souvent eutrophes ; en hiver, on pourra aussi la voir sur des plans d'eau plus côtiers et saumâtres. Elle quitte alors systématiquement les zones gelées ou enneigés qui limitent ses possibilités d’alimentation.

### Répartition

#### Répartition mondiale et européenne

##### Répartition des sous-espèces

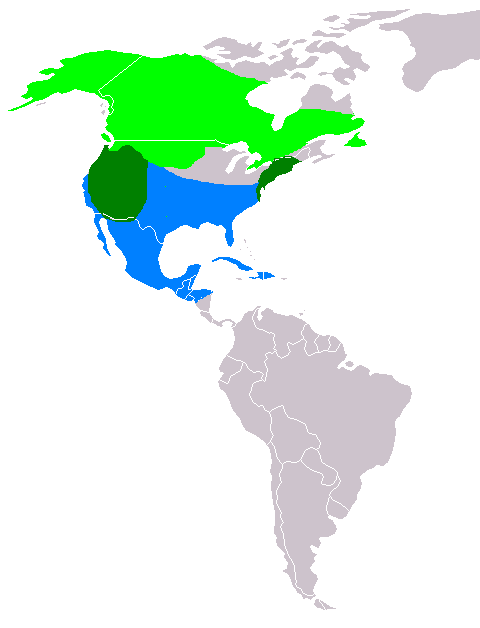
En Amérique du Nord, Anas crecca carolinensis ; en Amérique de l'Ouest et sur les Îles Aléoutiennes, Anas crecca nimia
habitat permanent
zone d'hivernage
nidification

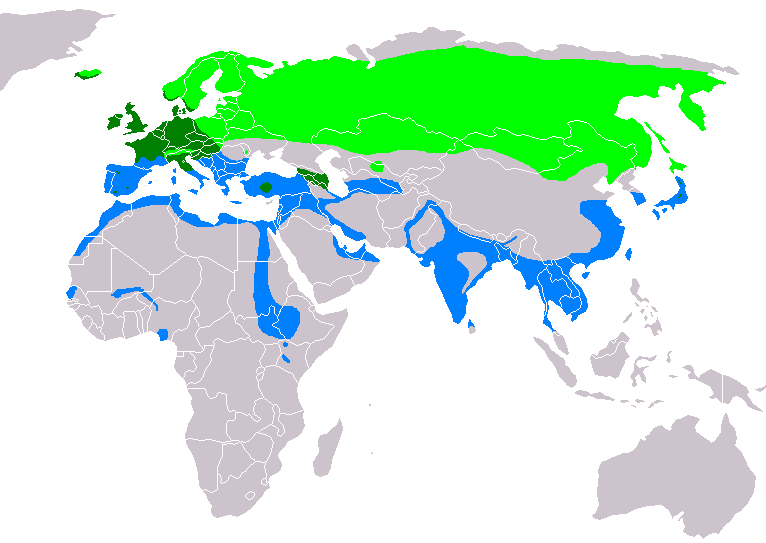
En Europe et en Asie, Anas crecca crecca
habitat permanent
zone d'hivernage
nidification

Les noms locaux sont : sarcelle sarcelline, Sarcelle à ailes vertes, sarcelline, petite sarcelle, arcanette, truffleur et sarcelle d'hiver d'Amérique (les anciennes sous-espèces américaines sont désormais considérées comme une espèce bien distincte).
L'espèce est présente sur une aire de 10 000 000 km2. La population mondiale est estimée à 6 500 000-7 600 000 individus.
En Europe (Islande et Russie incluses), on estime la population d'oiseaux nicheurs supérieure à 920 000 couples, et la population d'hivernants à plus de 730 000 individus. Les principaux pays où cet oiseau niche sont la Finlande, la Norvège, la Russie et la Suède.

#### Évolution des répartitions
La création de marais littoraux doux à saumâtres dans les années 1980, a entraîné une redistribution des oiseaux depuis les zones intertidales vers ces réserves.

#### Anas crecca crecca
L'oiseau niche jusqu'en Islande et aux Îles Britanniques à l'ouest, au nord jusqu'en Scandinavie et à l'est jusqu'à la péninsule du Kamtchatka et au Japon.
En 2002, la population du Nord-Est de l'Europe était estimée à 400 000 individus, et la population de l'ouest sibérien, du sud de l'Asie et du nord-est de l'Afrique était estimée à 1 500 000 spécimens (mais considérée comme vulnérable car en déclin).
Au début des années 2000, cinq cents à mille couples de cet anatidé nichaient sur les vasières, marécages, estuaires ou étendues d'eau douce de France, principalement dans la moitié nord du pays, du mois d'octobre au mois de mars. Lors de la nidification, ces oiseaux sont dispersés et discrets alors qu'ils sont grégaires lorsqu'ils hivernent. Durant la période de nidification, leur densité de population est plus importante au nord de l'Europe ; c'est la Finlande, avec une population estivale estimée de 60 000 à 80 000 couples, qui détient le record.
Les Sarcelles d'hiver hivernent en France, en Espagne, en Italie et dans les Balkans. Certaines continuent jusqu'en Espagne et en Afrique du Nord. Les populations les plus à l'est migrent en Inde ou dans le Sud-Est asiatique. Dans ces zones, les populations nidifiantes sont faibles, mais le nombre de ces oiseaux augmente fortement en hiver. Environ 80 000 individus hivernent habituellement en France. Les premiers individus y arrivent au mois d'août. Lorsque l'hiver est rigoureux, ces sarcelles se déplacent vers le sud et l'ouest et se concentrent sur le littoral. La Camargue est un des plus importants centres d'hivernage en France. Les zones les plus importantes pour l'Espagne sont le parc national de las Tablas de Daimiel, le parc naturel de Monfragüe, et le parc national de Doñana.
Depuis plusieurs années, les ornithologues américains rapportent des observations de cette sous-espèce européenne aux États-Unis, notamment dans l'État de Washington, sur la côte ouest.

#### Anas crecca carolinensis
La Sarcelle d'hiver américaine est désormais élevée souvent au rang d'espèce (en y intégrant nimia). Elle niche au Canada et hiverne aux États-Unis, au Mexique, à Cuba et à Porto Rico, mais elle peut descendre occasionnellement plus au sud comme en Colombie, au Salvador et au Honduras. Les populations ne sont pas comptabilisées, du fait de l'incertitude sur le statut du taxon, cependant ces sarcelles sont plus nombreuses que leurs homologues européennes. C'est le plus petit canard de surface d'Amérique du Nord.
La Sarcelle d'hiver américaine peut être occasionnellement observée en Europe, en France par exemple.

#### Anas crecca nimia
Les populations de cette variation clinale sont les moins nombreuses. Elles nidifient dans le nord-ouest de l'Amérique, et surtout dans les Îles Aléoutiennes. Elles hivernent dans les états du sud de l'Amérique de l'Ouest.

### Migration
Lorsque les mâles adultes abandonnent les femelles en pleine incubation, tous migrent vers des zones de mue où ils se rassemblent pour changer de plumage. Ils deviennent alors momentanément incapables de voler. Les zones de mue peuvent se situer à proximité des sites de nidification ou à une centaine de kilomètres.
Ces oiseaux sont essentiellement migrateurs, mais certaines populations sont résidentes (voir les cartes). La migration d'automne s'étale entre fin août et début décembre. Les femelles migrent généralement plus au sud que les mâles. La migration de printemps débute généralement en février et dure jusqu'en avril. Lors des migrations, ces oiseaux peuvent former des grands groupes réunissant plusieurs centaines d'individus ; la migration est généralement nocturne,.

## La Sarcelle d'hiver et l'homme
Les Sarcelles d'été et d'hiver avaient en Occident la réputation d'être des mets délicats, Pierre Belon, puis bien d'autres après lui l'évoqueront, les Romains auraient même tenté d'en domestiquer. La Sarcelle d'hiver n'échappe pas à cette réputation.

### Menaces

#### Perte d’habitat
La régression, par l'action de l'homme, des zones humides depuis cinquante ans a provoqué localement de fortes diminutions des effectifs de Sarcelles d’hiver (comme, après le drainage de 50 % des zones humides du Marais Poitevin).

#### La chasse
La technique la plus fréquemment utilisée pour chasser cet oiseau est la chasse à la botte, ou alors au poste fixe (que ce soit à la hutte, au gabion ou à la tonne). On estimait en 2004 que 331 000 Sarcelles d'hiver étaient annuellement prélevés en France, ce qui en fait la quinzième espèce la plus chassée de France. En 1989, approximativement 200 000 spécimens ont été prélevés au Canada, c'est la seconde espèce d'Anatidae la plus chassée en Amérique du Nord après le colvert. 
Malgré l'intensité de cette chasse, les populations semblent rester stables en France et en Amérique du Nord. Les prélèvements cynégétiques semblent être compensés par l'augmentation du nombre de zones protégées ou aménagées,.

#### Saturnisme
Cette maladie est liée chez les oiseaux à l’ingestion de grenaille de plomb. L'espèce fait partie de celles qui sont vulnérables à ce phénomène, avec un risque qui varie aussi selon le lieu (et sa contamination en grenaille de plomb ; 4,7 % des sarcelles baguées en Camargue entre les années 1950 et 1970 étaient porteuses de plomb dans le gésier. Des analyses plus récentes montrent que 13 % des Sarcelles d’hiver tuées à la chasse en Camargue portent au moins un plomb dans le gésier et que « les mâles sont plus susceptibles de transporter des plombs intégrés que les femelles, alors que ces dernières sont plus susceptibles d'avoir des grenailles de plomb dans le gésier. De même, les adultes sont plus susceptibles d'avoir un plomb dans la chair tandis que les premiers individus de l'année sont plus susceptibles d'avoir des plombs dans le gésier ». Alors que les plombs ingérés sont un important facteur de mortalité ou d'empoisonnement, les plombs « intégrés » dans la chair à la suite de blessures non mortelles par coup de feu ne semblent pas affecter la survie de l'animal (le nombre de ces plombs augmente statistiquement avec la durée de vie de l'animal).

### Protection
Depuis les années 1990, la population finlandaise de Sarcelles d'hiver est en déclin. On ne connaît pas le statut actuel des populations russes.
Cependant, du fait de sa large répartition et de la relative stabilité de ses effectifs, BirdLife International considère cette espèce comme « sécurisée ». De même, l'UICN a classé cette espèce dans la catégorie « préoccupation mineure » (LC).
Cette espèce a fait l'objet d'une surveillance de la part du CITES, en annexe III, pour le Ghana entre 1976 et 2007, et pour le Danemark entre 1977 et 1984. Actuellement[Quand ?], la Sarcelle d'hiver ne bénéficie d'aucune protection de la part de cet organisme.
Cette espèce fait partie de la liste des oiseaux protégés par le Migratory Bird Treaty Act.
De même, certaines populations de cette espèce sont concernées par l'Accord sur la conservation des oiseaux d'eau migrateurs d'Afrique-Eurasie : les populations de l'ouest sibérien, du sud-ouest asiatique et du nord-est africain sont classées en catégorie B2 (populations vulnérables : plus de 100 000 individus mais déclin de la population). Les autres populations sont considérées comme non menacées.
Cet oiseau est classé, comme tous les Anatidés, en annexe II de la Convention de Bonn, mais cette décision n'est pas appliquée sur le terrain. Il figure aussi en annexe III (faune protégée) de la Convention relative à la conservation de la vie sauvage et du milieu naturel de l'Europe (Convention de Berne), mais en annexe II et III (chasse et commerce autorisés) de la directive Oiseaux européenne.

### Étymologie
Le terme Anas viendrait d'une racine indo-européenne (anut, antis) qui désigne le canard.
Le mot sarcelle vient du latin querquedula (la sarcelle) et aurait pour origine une onomatopée figurant son cri. De même, le nom scientifique crecca est une onomatopée de « creck » ou « queck », comme le nom vernaculaire d'autre d'autres langues européennes.
Le suffixe d'hiver permet de distinguer cette sarcelle, présente en hiver en France, de la Sarcelle d'été, qui passe l'hiver plus au sud.

### Philatélie
De nombreux pays ont émis des timbres à l'effigie de cet oiseau.

#### Anas crecca crecca

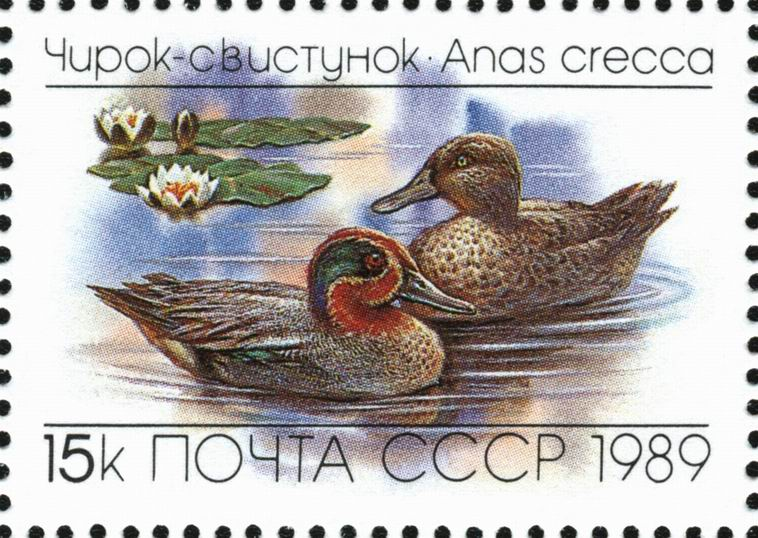
Timbre à l'effigie de la Sarcelle d'hiver émis par l'URSS en 1989.

La Biélorussie en 1996, la Belgique en 1989 et 2007, la Croatie (Bosnie-Herzégovine) en 2007, Taïwan (Chine) en 1960, la France en 1960, la Gambie en 1997, 2000 et 2001, la Grenade en 1995, la Hongrie en 1988 et 1989, l'Islande en 1997, l'Irlande en 1996, Israël en 1989, Jersey en 2004, Kiribati en 2001 et 2008, le Liberia en 2001, la Malaisie en 2006, les îles Maldives en 1995, les îles Marshall en 1992, la Mongolie en 1991, les Philippines en 2007, la Pologne en 1985, le Portugal en 2000, l'URSS en 1989, la Syrie en 2003, le Turkménistan en 2002, le Vatican en 1989, la République du Yémen en 1990 et la Yougoslavie en 1989.

#### Anas crecca carolinensis
Sa représentation, moins courante, existe cependant : Antigua & Barbuda en 1995, Barbuda en 1997, la Gambie en 2001, et Kiribati en 1999.

### Photos et vidéos
- Galerie de photos d'Anas crecca, sur le site ARKive
- Galerie de photos Flickr d'Anas crecca, sur le site Avibase
- Galerie de photos d'Anas crecca carolinensis, sur le site amazilia.net
- Photos d'Anas crecca crecca sur le site Calphotos
- Galerie de photos d'Anas crecca carolinensis, sur le site Calphotos
- Vidéo IBC : Anas crecca crecca mâle en plumage nuptial, Delta de l'Ebre, Catalogne.
- Vidéo IBC : couple d'Anas crecca carolinensis nageant, Washington D.C, USA
- Vidéo de Sarcelles d'hiver filmées en Camargue et Bassin d'Arcachon (fr+en)